# Могильников, Владимир Сергеевич
Владимир Сергеевич Могильников (род. 29 сентября 1946, Тула, Тульская область, РСФСР, СССР) — российский политический деятель, Мэр Тулы с 12 ноября 2005 по 3 марта 2010 года, кандидат педагогических наук.

## Биография
Владимир Могильников родился в Туле, в семье рабочих. Он окончил 9 классов школы № 21 и позже работал токарем на заводе «Штамп». С 1965 по 1968 год служил в пограничных войсках КГБ СССР. После службы Владимир Могильников работал слесарем на «Тульском комбайновом заводе», при этом учился в школе рабочей молодежи № 5, где закончил 11 классов.
В 1971 году его избрали секретарем комитета ВЛКСМ ТуКЗ. С 1971 по 1976 учился в Тульском филиале Всесоюзного финансово-экономического института. В 1976 году стал заведующим ЖКО Пролетарского райисполкома, а в 1979 году был избран заместителем председателя райисполкома. С 1982 года работал на «Тулачермете», где в 1986 году стал заместителем генерального директора предприятия по общим вопросам и быту.
В 1989 году Владимира Могильникова избрали председателем исполнительного комитета Пролетарского районного Совета народных депутатов Тулы. С 1992 года стал главой администрации Пролетарского района Тулы. В 2002 г. защитил кандидатскую диссертацию, кандидат педагогических наук. С 13 июля 2005 года избран исполнительным директором управы — первым заместителем главы города Тулы. С 12 ноября 2005 года стал главой муниципального образования «Город Тула» и председателем Тульской городской думы.
3 марта 2010 года в ходе заседания президиума политсовета партии «Единая Россия» Владимир Могильников подал в отставку. Причиной ухода он назвал нежелание принимать участие в предвыборной грязи, а также из-за поступавших в его адрес угроз.
С 2012 года Почётный президент Федерации бокса Тульской области.

## Награды

### правительственные
- Медаль «За трудовую доблесть» (1971)
- Орден Дружбы (1996)
- Почётный работник общего образования Российской Федерации (2000)
- Орден Почёта (2002)
- Орден «За заслуги перед Отечеством» IV степени (2007)

### общественные
- Орден святого благоверного князя Даниила Московского (2000, РПЦ)
- Орден преподобного Сергия Радонежского III степени (2004, РПЦ)
- Медаль «За ратную доблесть» (2005, Всероссийская общественная организация «Боевое братство»)
- Почётный гражданин Тулы (с 13 июля 2005)